# Bandar Agung (Bayung Lencir)
Bandar Agung is een bestuurslaag in het regentschap Musi Banyuasin van de provincie Zuid-Sumatra, Indonesië. Bandar Agung telt 1356 inwoners (volkstelling 2010).